# كريس كار (كرة سلة)
كريس كار (بالإنجليزية: Chris Carr)‏ مواليد 12 مارس 1974 في آيرونتن، هو لاعب كرة سلة أمريكي سابق. بدأ مسيرته الاحترافية في سنة 1995. تم اختياره من قبل فريق فينيكس صنز خلال الدرافت. حمل الرقم 43. يبلغ طوله 6 قدم 5 بوصة (2.0 م). اعتزل اللعب في 2003. أحرز خلال مسيرته في الإن بي إيه 1988 نقطة بمعدل 6.7 نقاط في المباراة الواحدة.

## المسيرة الاحترافية
لعب مع فينيكس صنز في موسم 1995–1996، ثم لعب مع مينيسوتا تمبر ولفز من سنة 1996 إلى 1999، ثم لعب مع بروكلين نتس في سنة 1999، ثم لعب مع غولدن ستايت ووريورز في سنة 1999، ثم لعب مع شيكاغو بولز في سنة 2000، ثم لعب مع بوسطن سيلتكس في موسم 2000–2001، ثم لعب مع إيه إي كي في موسم 2001–2002.

## روابط خارجية
- كريس كار على موقع إن بي أي (الإنجليزية)
- كريس كار على موقع سبورتس رفرنس (الإنجليزية)
- كريس كار على موقع كرة السلة الأوروبية.كوم (الإنجليزية)
- كريس كار على موقع كلية كرة السلة في سبورتس رفرنس.كوم (الإنجليزية)
- كريس كار على موقع ريلجم (الإنجليزية)
- كريس كار على موقع بروبوليرز (الإنجليزية)
- كريس كار على موقع سبورتس رفرنس (الإنجليزية)